# Dáil Éireann (État libre d'Irlande)
Cet article concerne le Dáil Éireann de l'État libre d'Irlande. Pour ses autres occurrences, voir Dáil Éireann et Dáil Éireann (1919-1922).
Dáil Éireann Dáil Éireann
Leinster House
Le Dáil Éireann est la chambre basse de l'Oireachtas de l'État libre d'Irlande de 1922 à 1937. La constitution de l'État libre d'Irlande décrit le rôle de la chambre comme celui d'une « Chamber of Deputies » (chambre des députés). Jusqu'en 1936, l'Oireachtas de l'État libre comprend également une chambre haute connue sous le nom de Seanad. Comme son successeur moderne, le Dáil de l'État libre est, en tout état de cause, l'élément dominant du pouvoir législatif ; il a effectivement le pouvoir de promulguer presque toutes les lois de son choix et de nommer et révoquer le Président du Conseil exécutif (Premier ministre). Le Dáil de l'État libre cesse d'exister avec la création du Dáil Éireann moderne aux termes de la Constitution de l'Irlande de 1937. Le Dáil siège à Leinster House.